# Vây hãm: Kẻ trừng phạt
Vây hãm: Kẻ trừng phạt (tên tiếng Hàn: 범죄도시4; tên tiếng Anh: The Roundup: Punishment) là bộ phim hành động tội phạm của Hàn Quốc ra mắt năm 2024 được đạo diễn bởi Heo Myung-haeng với sự tham gia diễn xuất chính của dàn diễn viên bao gồm Ma Dong-seok, Kim Mu-yeol, Park Ji-hwan và Lee Dong-hwi. Đây là phần phim thứ tư trong loạt phim Vây hãm và đồng thời cũng là phần hậu truyện của Vây hãm: Không lối thoát (2023).
Bộ phim đã được chọn để công chiếu tại sự kiện 'Berlinale Special Gala' trong Liên hoan phim quốc tế Berlin lần thứ 74 vào ngày 23 tháng 2, 2024. Phim đã thành công nhận được nhiều phản hồi tích cực từ giới phê bình lẫn khán giả và được ra mắt chính thức tại các rạp phim ở Hàn Quốc vào ngày 24 tháng 4, 2024.

## Diễn viên

### Nhân vật chính
- Ma Dong-seok thủ vai Ma Seok-do, Trung úy của Cơ quan Điều tra Đô thị thuộc Sở Cảnh sát Seoul.
- Kim Mu-yeol thủ vai Baek Chang-ki, cựu thành viên của lực lượng đặc biệt Hàn Quốc và là thủ lĩnh của một tổ chức đánh bạc trực tuyến,
- Park Ji-hwan thủ vai Jang Yi-soo (tên tiếng Trung: 張夷帥, Trương Di Soái), chủ tịch của Arcade, cảnh sát bóng đêm - FDA (Folice Dark Army)
- Lee Dong-hwi thủ vai Jang Dong-cheol, một thiên tài thuộc lĩnh vực IT và là một CEO trẻ của ngành công nghiệp tiền coin.

### Nhân vật phụ
- Lee Beom-soo thủ vai Jang Tae-soo, Đội trưởng của Cơ quan Điều tra Đô thị thuộc Sở Cảnh sát Seoul.
- Kim Min-jae thủ vai Thanh tra Kim Man-jae của Cơ quan Điều tra Đô thị thuộc Sở Cảnh sát Seoul và là cánh tay phải đắc lực của Ma Seok-don.
- Lee Ji-hoon thủ vai Yang Jong-su, Đặc vụ của Cơ quan Điều tra Đô thị thuộc Sở Cảnh sát Seoul.
- Kim Do-geon thủ vai Jung David, Thám tử Tân binh của Cơ quan Điều tra Đô thị thuộc Sở Cảnh sát Seoul.
- Lee Joo-bin thủ vai Han Ji-soo, Thanh tra của Đơn vị Điều tra Không gian mạng
- Kim Shin-bi thủ vai Kang Nam-soo, Thanh tra của Đơn vị Điều tra Không gian mạng
- Kim Ji-hoon thủ vai Giám đốc Jo, thành viên của một tổ chức đánh bạc trực tuyến phi pháp
- Ahn Sung-bong thủ vai thành viên của một tổ chức đánh bạc trực tuyến phi pháp
- Hyun Bong-sik thủ vai Thủ tướng Kwon
- Lee Sang-jin

### Khác
- Im Seo-ah thủ vai Bạn gái của Jang Yi-soo
- Lee Han-sol thủ vai Thủ hạ của Jang Yi-soo
- Hong Sang-woo thủ vai Thủ hạ của Jang Yi-soo

### Khách mời đặc biệt
- Kwon Il-yong
- Park Bo-kyung